# بازاری

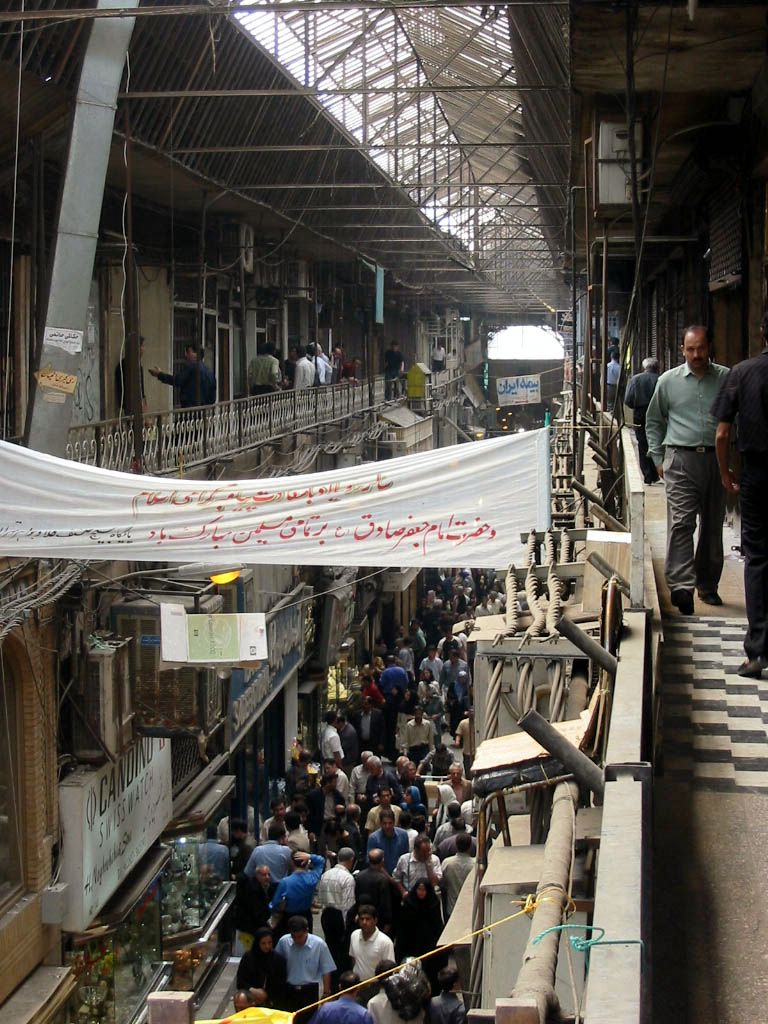
بازار و بازاریان در بازار بزرگ تهران

بازاری نامی است که به طبقۀ تجّار و کارکنان  بازارهای سنتی ایران داده می‌شود. بازاریان در تجارت خرده‌فروشی سنتی یا تقریباً سنتی، با تمرکز بر بازار و فرهنگ اسلامی آن، درگیرند. آن‌ها به عنوان «طبقه افرادی که به انقلاب ۱۳۵۷ کمک کرده‌اند» توصیف شده‌اند.
تعریف وسیع‌تر و جدیدتر، تجّار سنتی کشورهای به غیر از ایران هم شامل می‌شود، «طبقه‌ای اجتماعی … در مکان‌هایی است که جامعه در حال مدرن شدنِ غیرمعمول است؛ بازار در مرحلهٔ گذار بین جهان هزار و یک شب و یک مرکز خرید در حومه‌های شهری قرار دارد»، نمونه‌ای از آن تجّار سنّتی (و مسلمان) در مصر است که اخوان المسلمین را حمایت می‌کنند. با این حال، باید اشاره شود که بازرگانان در سایر کشورهای خاورمیانه، عمدتاً اقلیت غیرمسلمان بدون نفوذ سیاسی، همانند آنچه که در بازار ایران وجود دارد، هستند.
بازاری با طبقه اجتماعی‌ای با تعریف رایج: «عمده فروشان و بنکداران ثروتمند» و همچنین کارگران با درآمد پایین، متفاوت است. اتحاد آن‌ها نه در رابطه با ابزار تولید بلکه در «در مقاومتشان در برابر غرب و گسترش شیوه‌های آن»، «نگرش سنتی گرایانه» آنها و «ارتباطات خانوادگی، مالی و فرهنگی» با علمای شیعه یا طبقۀ روحانیت به وجود می‌آید.
بازاریان، «به رهبری بازرگانان بزرگ»، در اتحاد با روحانیون یا بخش‌های مهم روحانیت، نقش مهمی در تاریخ معاصر ایران ایفا کرده‌اند. این اتحاد «مرکز» تظاهراتِ موفق نهضت تنباکو در برابر توافق انحصاری بریتانیا در سال‌های ۱۸۹۱–۱۹۲۹ میلادی، انقلاب مشروطه در دههٔ آغازین قرن بیستم و به ویژه سرنگونی محمد رضا پهلوی در سال ۱۳۵۷ بود. بازاریان از قربانیان مبارزات ضد شاه در سال ۱۹۷۸ و خانواده‌هایشان حمایت می‌کردند و همچنین به «حمایت مالی از اعتصابات ضد تروریستی که در ماه مه سال ۱۹۷۸ در میان دانشجویان و استادان دانشگاه آغاز شد و در پاییز سال ۱۹۷۸ به کارگران و کارکنان خدمات شهری گسترش یافت» دست زدند.
امروزه بازاری‌ها به حمایت از نخبگان حاکم ادامه می‌دهند. مثالی از آن سرپرست بنیاد نور، محسن رفیقدوست، است که خبرنگار آمریکایی رابرت د. کاپلان ثروت او را «ده‌ها یا صدها میلیون دلار» توصیف کرده‌است.